# アミノ安息香酸デカルボキシラーゼ
アミノ安息香酸デカルボキシラーゼ(Aminobenzoate decarboxylase、EC 4.1.1.24)は、以下の化学反応を触媒する酵素である。
4(or 2)-アミノ安息香酸 {\displaystyle \rightleftharpoons } アニリン + CO2
従って、この酵素の2つの基質は4-アミノ安息香酸と2-アミノ安息香酸、2つの生成物はアニリンと二酸化炭素である。
この酵素はリアーゼ、特に炭素-炭素結合を切断するカルボキシリアーゼに分類される。系統名は、アミノ安息香酸 カルボキシリアーゼ (アニリン形成)(aminobenzoate carboxy-lyase (aniline-forming))である。補因子としてピリドキサールリン酸を必要とする。